# Alan John Watson

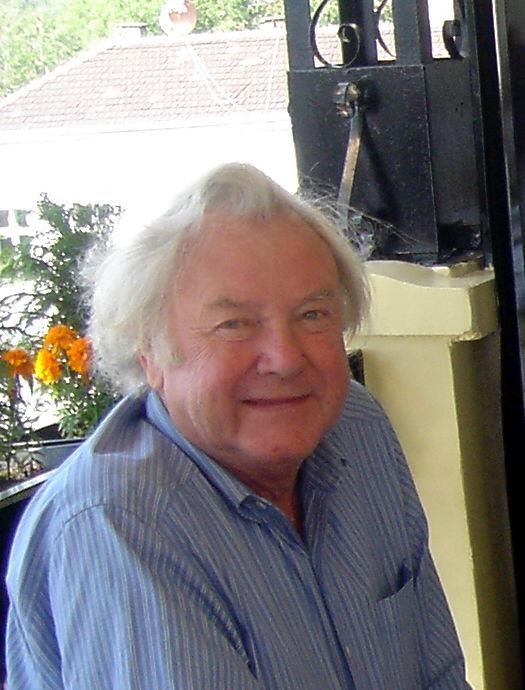
Alan Watson (2008)

Alan John Watson, Baron Watson of Richmond CBE (* 3. Februar 1941) ist ein britischer Politiker (Liberal Democrats), Moderator, Werbefachmann und Life Peer.

## Leben und Karriere
Alan John Watson of Richmond wurde 1941 als Sohn von Reverend John William Watson und Edna Mary Watson (geb. Peters) geboren. Er empfing seine frühe Bildung in der Diözese in Kapstadt, Südafrika und in der Schule von Kingswood in Bath. Dann studierte er in Cambridge und erwarb den Grad eines MA. Außerdem war er Vizepräsident der Cambridge Union Society. Er ist seit 1965 verheiratet und hat zwei Söhne.
Gegenwärtig (Dezember 2010) ist Watson Vorsitzender von CTN (Corporate Television Networks) sowie des europäischen Aufsichtsrats von Coca-Cola. Zahlreiche führende britische und internationale Firmen konsultieren ihn regelmäßig als Berater für Public Relations. Zu Beginn seiner Karriere als Manager war er für mehrere Jahre Geschäftsführer der Werbeagentur Charles Barker City und schließlich Aufsichtsratsmitglied vieler weiterer Werbe-, Public-Relation- und Medien-Unternehmen. Gleich nach seiner Zeit in Cambridge wurde er auch vom Fernsehen entdeckt, wo er für die BBC verschiedene erfolgreiche Sendereihen entwarf und diese auf Basis eigener Skripte auch selbst regelmäßig moderierte. Er trat auch in anderen Programmen auf und sammelte mit seinen Dokumentationen über die Jahre eine Reihe von Auszeichnungen. Zusätzlich war er sechs Jahre lang als Vorsitzender für die English Speaking Union tätig und ist nun Vorsitzender im Ruhestand.
Neben seinen Verpflichtungen bei einer Vielzahl von britischen Institutionen hat er sich auch durch sein Wirken als Vertreter des Vereinigten Königreichs in der UNICEF weiteres Ansehen erworben und staatliche Auszeichnungen in Rumänien erhalten. Watson hat auch eine Reihe von unterschiedlichen Posten an Universitäten in und außerhalb des Vereinigten Königreichs. So ist er unter anderem Vorsitzende der Cambridge Foundation, High Steward der Universität von Cambridge auf Lebenszeit, Ehrendoktor der Universität von St. Lawrence (USA), Gastdozent in Leuven und Professor ehrenhalber an der staatlichen Universität von St. Petersburg.
Politisch war er als Vorsitzender der Liberal Party tätig; 1999 wurde er als Baron Watson of Richmond, of Richmond in the London Borough of Richmond upon Thames, zum Life Peer erhoben und ist dadurch seither Mitglied des House of Lords. In Deutschland wurde er wegen seiner Verdienste um die deutsch-britischen Beziehungen mit dem Großen Verdienstkreuz mit Stern ausgezeichnet.
Watson war auch der Liberal Party Kandidat für den Wahlkreis Richmond (später Richmond and Barnes) in vier Britischen Unterhauswahlen; Oktober 1974, 1979, 1983, und 1987. In allen diesen Unterhauswahlen hat er gegen den jeweiligen Kandidaten der Conservative Party verloren.

## Werke
- Europe at Risk. 1972, ISBN 0-245-50658-6.
- The Germans. Who Are They Now? 1992, ISBN 0-413-65650-0.
- Thatcher and Kohl. Old Rivalries Revisited. In: Martyn Bond, Julie Smith, William Wallace (Hrsg.): Eminent Europeans. Personalities who shaped contemporary Europe. 1996, ISBN 1-899908-00-5.
- Jamestown. The Voyage of English. 2007, ISBN 0-9551164-1-4.
- The Queen and the USA. 2012, ISBN 0-9838348-9-X.
- Churchill's Legacy, Two Speeches to Save the World. 2016, ISBN 1-4088-8023-7.